# Anschlag auf die Al-Ghriba-Synagoge 2002

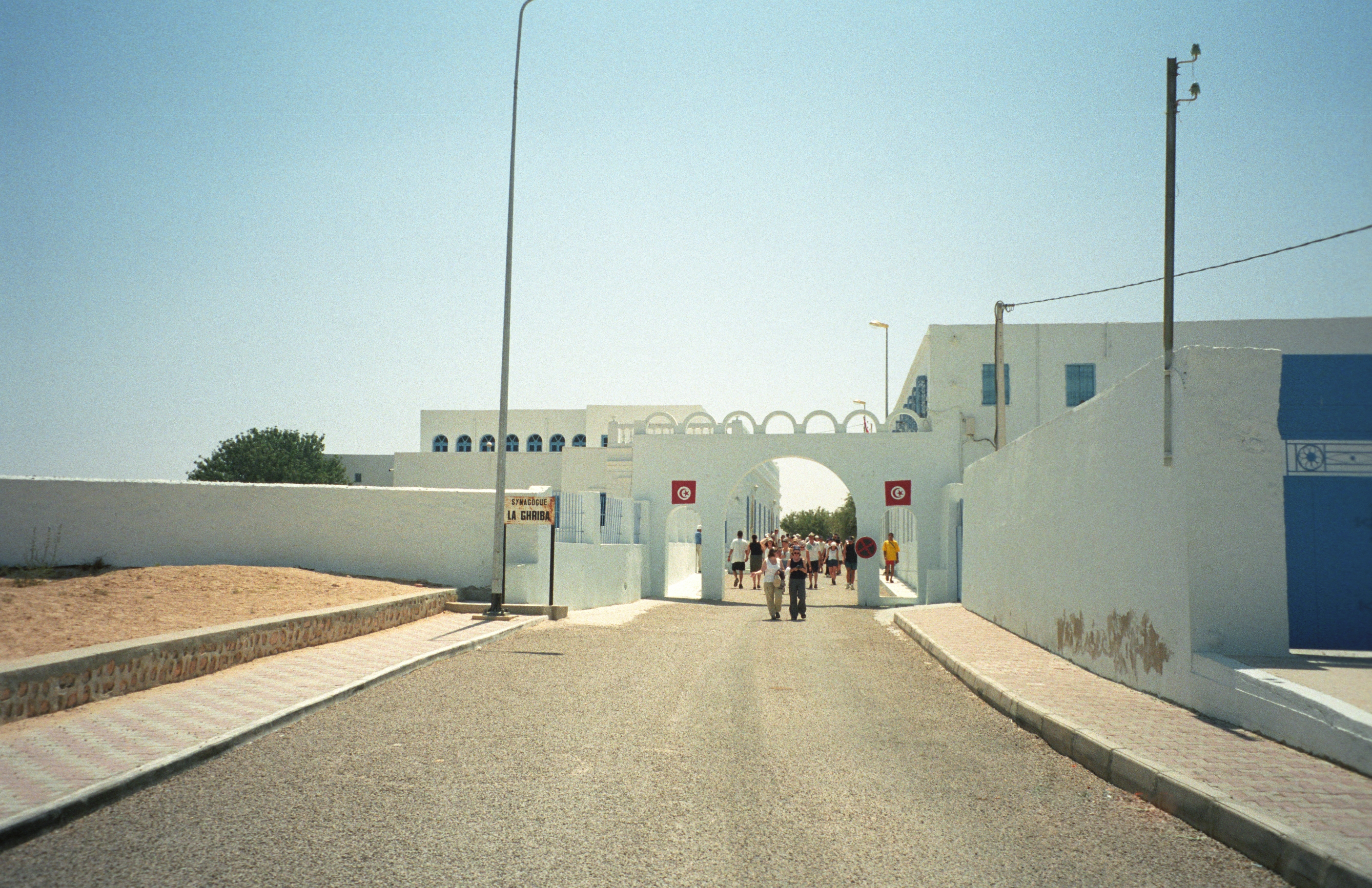
Zufahrt zur Synagoge

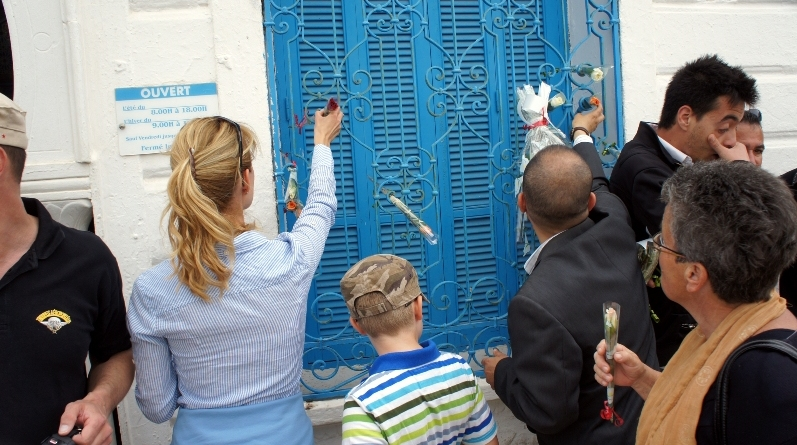
Trauerbekundungen zehn Jahre nach dem Anschlag

Der Anschlag auf die Al-Ghriba-Synagoge war ein terroristischer Anschlag im Jahre 2002 auf der Insel Djerba, Tunesien.
Am 11. April 2002 wurde ein Anschlag auf Touristen, die die el-Ghriba-Synagoge besuchten, verübt. Dabei fuhr ein Lastwagen, der mit 5000 Litern Flüssiggas beladen war, gegen die Synagoge und explodierte. Infolge des Anschlags starben 21 Menschen, 14 von ihnen stammten aus Deutschland, drei aus Tunesien und vier aus Frankreich; etwa 30 weitere Personen wurden zum Teil schwer verletzt.
Die tunesische Regierung sprach zunächst von einem Unfall, doch internationale Experten gingen von einem Anschlag aus. Im Juni 2002 bekannte sich al-Qaida zu der Tat.
Der Fahrer des Tanklasters war Nizar Ben Mohammed Nawar (1978–2002). Er verbrannte bei dem Anschlag. Seine Leiche konnte anhand der Zähne identifiziert werden. 
Im Januar 2009 begann in Paris ein Prozess um das Attentat. Unter den Angeklagten ist der Deutsche Christian Ganczarski, der seit Juni 2003 unter dem Vorwurf, an dem Anschlag beteiligt zu sein, in französischer Untersuchungshaft saß.
Am 5. Februar 2009 wurde er von einem Geschworenengericht in Paris wegen Beihilfe zum Mord zu 18 Jahren Gefängnis verurteilt. Grundlage der Verurteilung war ein zweiminütiges Telefongespräch mit dem Attentäter Nizar Nawar. Ganczarski bestreitet die Beteiligung.
Der Bruder des Attentäters, Walid Nawar, wurde zu 12 Jahren Haft verurteilt.